# Murray Riley

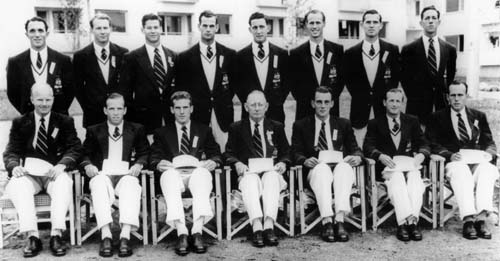
Australische Rudermannschaft bei den Olympischen Spielen 1952. Murray Riley sitzt als Dritter von links.

Murray Stewart Riley, später Murray Lee Stewart, (* 5. Oktober 1925; † 2020) war ein australischer Ruderer, der eine olympische Bronzemedaille gewann und zweimal bei Vorläuferwettbewerben der Commonwealth Games siegte. Später wurde Riley Straftäter.

## Rudern
Murray Riley ruderte im Doppelzweier zusammen mit Mervyn Wood. Die beiden siegten zusammen bei den British Empire Games 1950 in Auckland, wo Wood auch den Wettbewerb im Einer gewann. Bei den Olympischen Spielen 1952 in Helsinki trat Riley mit John Rodgers im Doppelzweier an. Die beiden belegten im Vorlauf den dritten Platz, siegten aber danach im Hoffnungslauf und durften dann gegen die Verlierer der Halbfinalläufe antreten. In dieser zweiten Hoffnungslaufrunde schieden Riley und Rodgers aus. Bei den British Empire and Commonwealth Games 1954 in Vancouver traten wieder Wood und Riley im Doppelzweier an und gewannen zum zweiten Mal den Titel. Auch bei den Olympischen Spielen 1956 in Melbourne traten Wood und Riley im Doppelzweier an. Nachdem sie im Vorlauf nur Dritte geworden waren, qualifizierten sich die beiden über den Hoffnungslauf für das Finale. Im Endlauf siegte das Boot aus der Sowjetunion vor dem Boot aus den Vereinigten Staaten. Fünf Sekunden hinter dem US-Boot ruderten Wood und Riley als Dritte über die Ziellinie. Zwei Jahre später war Riley auch für die British Empire and Commonwealth Games 1958 nominiert, fiel aber wegen Krankheit aus.

## Straftaten
Murray Riley und Mervyn Wood hatten sich bei der Polizei von New South Wales kennengelernt, bei der Riley 1943 im Alter von 17 Jahren seine berufliche Laufbahn begann. Er stieg bei der Polizei auf zum Detektiv-Sergeant dritter Klasse und verließ die Polizei 1962. In den 1960er Jahren fanden Ermittler der Polizei heraus, dass Riley Verbindungen zum illegalen Glücksspiel hatte und in Drogendelikte verstrickt war. 1966 wurde Riley in Neuseeland zu einem Jahr Freiheitsstrafe wegen Beamtenbestechung verurteilt, nachdem er als Drogenschmuggler aufgeflogen war. In den 1970er Jahren war Riley weiter im Drogenschmuggel tätig. 1978 wurde er wegen Schmuggels von 4,3 Tonnen Cannabis inhaftiert und verurteilt. Er kam 1984 wieder frei, nachdem er 6 von 17 Jahren Freiheitsstrafe verbüßt hatte. Anfang der 1990er Jahre, Riley hatte seinen Namen auf legalem Weg in Murray Lee Stewart geändert, wurde er in England zu fünf Jahren Haft verurteilt, nachdem er an einem größeren Finanzbetrug beteiligt war. Er floh aus dem offenen Strafvollzug und setzte sich zunächst nach Hongkong und später nach Australien ab.
2004 veröffentlichte der Historiker John Jiggens das Buch The Sydney Connection: Nugan Hand, Murray Riley, and the Murder of Donald Mackay, in dem Murray Riley eine Verstrickung in einen Mordfall von 1977 vorgeworfen wird.